# TIGR

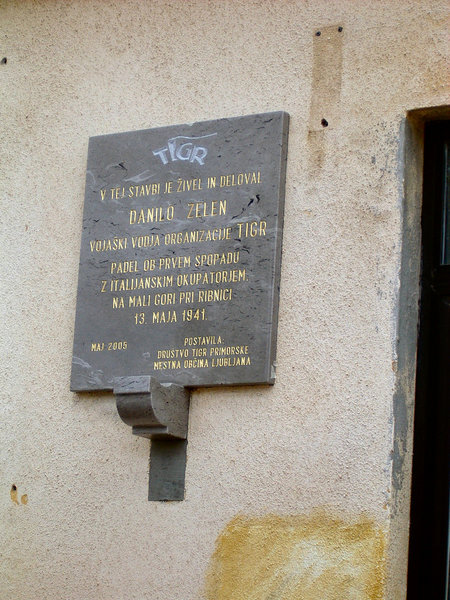
Placa conmemorativa en el Distrito Bežigrad de Ljubljana a los miembros del TIGR caídos en la lucha contra los Italianos en mayo de 1941.

TIGR, son las iniciales del nombre esloveno de Trst (Trieste), Istra (Istria), Gorica (Gorizia) y Reka (Rijeka), era una organización insurgente antifascista, activa entre los años 1927 y 1941 en la región de Primorska. Estas iniciales conforman la palabre "tigre" en esloveno, a la organización también se la llamaba "Movimiento de Liberación del Litoral Esloveno". 
En 1930 la Policía fascista italiana descubrió algunas células del TIGR y cuatro miembros (Ferdinand Bidovec, Franjo Marušic, Zvonimir Miloš and Alojz Valencic) fueron condenados y ejecutados en Bazovica (Basovizza). 
Entre las acciones más audaces y de más importante alcance previstas por el TIGR, fue el intento de asesinato de Benito Mussolini. El plan se suponía que se llevaría a cabo en 1938, cuando el dictador fascista italiano visitara  Kobarid (Caporetto). Sin embargo, el plan fue abortado en el último minuto.  
Algunos historiadores eslovenos consideran esta organización uno de los primeros movimientos antifascistas de resistencia en Europa; estos eslovenos fueron anexados al Reino de Italia (1861-1946) con el Tratado de Rapallo de 1920.